# THQ Nordic
THQ Nordic GmbH（原名为Nordic Games GmbH）是一家位于奥地利维也纳的电子游戏公司，成立于2011年。旗下游戏作品和系列品牌多来自其在2011年收购的已破产的奥地利游戏公司JoWooD Entertainment和在2013年购得的老牌美国游戏公司THQ旗下一些品牌。2016年，公司宣布其名称将从北欧游戏（Nordic Games）更改为THQ Nordic，并会使用之前收购的THQ的品牌和标志。2018年，公司宣布收购德国传媒集团Koch Media，而公司旗下的游戏公司Deep Silver也包含在内；Deep Silver拥有《黑道圣徒》、《地铁》以及《家园前线》等原THQ发行的游戏系列。2019年，收購《暗黑血统III》開發工作室Gunfire Games。
公司除了自身的游戏开发和发行业务，也接手一些其他开发商在Windows平台的游戏发行工作，最著名的是芬兰游戏开发商綠美迪娛樂的《心靈殺手》和《量子裂痕》。